# オーストリアン・オーディオ
オーストリアン・オーディオ（Austrian Audio）は、オーストリア・ウィーンを拠点とする音響機器メーカー。主にプロフェッショナル向けのマイクロフォンとヘッドフォンに特化している。2017年7月に設立された。設立のきっかけは、同年にAKGアコースティックスのウィーンオフィスが閉鎖されたことであり、このオフィスの元従業員によって設立されている。2025年1月、デンマークの音響機器メーカー・DPAマイクロホンに買収された。

## 略歴

### 背景
オーストリアン・オーディオのルーツは、オーストリアのAKGオフィスの閉鎖にある。AKGは、元々1947年にウィーンでルドルフ・ゲリケ（独: Rudolf Görike）とエルンスト・プレス（独: Ernst Pless）によって設立され、当初は、スピーカーや映写機、露出計といった映画館用の技術製品を製造していた。この業務範囲が徐々に拡大し、車のホーンやドアのインターホン、電話用のカーボンマイクロフォンカプセル、そしてヘッドフォンやクッションスピーカーを製造するようになった。AKGアコースティックスは、当初オーストリア国内で製造を行っていたが、製造コストを考慮した結果、高級製品の製造をスロバキアで、そのほかの製品を中華人民共和国で製造するようになった。
1993年、AKGアコースティックスは1シリングという象徴的な価格で、ハーマン・インターナショナル・インダストリーズ（英: Harman International Industries）に買収された。2016年暮れには、ハーマンは韓国のサムスングループによって買収された。この買収に続いて、130人が雇用されているウィーン市リージンクの工場を含む、オーストリアに所在するAKGアコースティックスのオフィスを2017年中頃までに完全に閉鎖し、完全に移転することを発表した。一部の従業員は、ドイツやハンガリーといった別の国の施設に移籍の提案を受けた。端的に言えば、AKGはサムスングループのハーマン部門が保有するブランドとしてのみ存続することになったといえる。AKGの製品開発は、東ヨーロッパに所在するハーマンの施設で行われることになった。

### 2017年以降
2017年7月、AKGのオーストリア拠点が完全に閉鎖されたことで、AKGウィーンオフィスの元従業員22人を中心にオーストリアン・オーディオ（Austrian Audio）が設立された。設立に携わった元従業員の専門分野は、経営管理、音響、電気、計測試験、メカニカル・デザイン、無線技術、そしてソフトウェアやファームウェアなど多岐に渡った。
2025年1月、デンマークのDPAマイクロホンがオーストリアン・オーディオの株式の半数を取得し、買収された。買収後も、引き続きウィーンで製品開発を行い、オーストリアン・オーディオのブランドも維持するとしている。